# 가쓰라기 (지명)
카츠라기(일본어: かつらぎ) 또는 카즈라키(かづらき)는 나라분지 서남부, 곤고산지 동쪽 기슭을 가리키는 지명이다. 한자로는 갈성(葛城)이라고 쓴다. 진무 천황이 칡(葛)으로 엮은 그물로 츠치구모를 잡았기 때문에 이렇게 불렸다는 어원이 전해진다.
야요이 시대에 진무천황이 즉위하면서 츠루기네노 미코토가 카츠라기국조(国造)에 임명되었다고 『선대구사본기』 등에 전해진다. 고분시대에는 카츠라기국조의 혈통을 여계로 계승한 카츠라기씨, 미와 키미 일족의 카모 키미 등 유력 호족의 세력권이었으리라 여겨진다. 아스카시대 전반부에 카츠라기현이 설치되었던 것 같다.
『연희식신명장』에는 야마토국 오시미군에 카츠라키니이마스호노이카즈치신사 2좌와 여기 합사된 이시신사(為志神社)가 실려 있다. 하여 야마토국이 설치되었을 당시 카츠죠군・오시미군・카츠게군 부근이 원래의 카츠라기국(카츠라기현)의 범위였다고 추측할 수 있다. 현재의 행정구역과 비교하면 나라현 고세시・야마토타카다시・가시바시・카츠라기시・키타카츠라기군 일대로 상정된다. 에도시대 초엽까지는 카츠라기가 고천원에 있었다고도 생각되었다.